# Риста Карликовић
Риста Карликовић (Косинец, 1878 — Београд, 23. март 1947) је био српски професор и математичар.
Рођен је у Косинецу код Костура у Македонији. Први разред гимназије је похађао у Српској гимназији у Цариграду 1893. године. Завршио је гимназију у Нишу и природно-математички одеск Велике школе у Београду (1902—1906). Био је суплент Српске гимназије у Битољу (1906), Српске гимназије Дом наука у Солуну (1906—1910), професор Српске гимназије у Скопљу (1910—1913), директор школе у Тетову (1913), професор Српске гимназије у Болијеу и Ници (1917). Професорски испит је положио 1910. године. Радио је као професор и директор у Крушевцу и Београду. Био је један од оснивача соколске организације у Крушевцу. Писао је радове и уџбенике из алгебре.